# Championnat de double WTA 1994
Le Championnat de double WTA est un tournoi de tennis professionnel féminin. L'édition 1994 se dispute à Wesley Chapel du 24 au 27 mars 1994.
L'épreuve de double voit s'imposer Jana Novotná et Arantxa Sánchez Vicario.

## Résultats en double

### Parcours
| No | Équipe                          | Résultat      | Ultimes adversaires                |
| -- | ------------------------------- | ------------- | ---------------------------------- |
| 1  | Gigi Fernández Natasha Zvereva  | Finale        | Jana Novotná Arantxa Sánchez (2)   |
| 2  | Jana Novotná Arantxa Sánchez    | Victoire      | Gigi Fernández Natasha Zvereva (1) |
| 3  | Patty Fendick Meredith McGrath  | 1/2 finale    | Gigi Fernández Natasha Zvereva (1) |
| 4  | Larisa Neiland Elizabeth Smylie | 1/4 de finale | Tracy Austin Pam Shriver (WC)      |

| No | Équipe                   | Résultat   | Ultimes adversaires              |
| -- | ------------------------ | ---------- | -------------------------------- |
| 1  | Tracy Austin Pam Shriver | 1/2 finale | Jana Novotná Arantxa Sánchez (2) |